# Momodu Mutairu
Momodu Mutairu, född 2 september 1976, är en Nigeriansk tidigare fotbollsspelare.
Momodu Mutairu spelade 2 landskamper för det Nigerianska landslaget. Han deltog bland annat i King Fahd Cup 1995.